# Хоровиці
Хоровиці (пол. Chorowice) — село в Польщі, у гміні Могиляни Краківського повіту Малопольського воєводства.
Населення — 714 осіб (2011).
У 1975-1998 роках село належало до Краківського воєводства.

## Демографія
Демографічна структура станом на 31 березня 2011 року:
|          | Загалом | Допрацездатний вік | Працездатний вік | Постпрацездатний вік |
| -------- | ------- | ------------------ | ---------------- | -------------------- |
| Чоловіки | 350     | 93                 | 231              | 26                   |
| Жінки    | 364     | 86                 | 227              | 51                   |
| Разом    | 714     | 179                | 458              | 77                   |